# イリー・プロハースカ
イリー・プロハースカ（捷: Jiří Procházka、英: Jiri Prochazka、1992年10月14日 - ）は、チェコの男性総合格闘家。チェコ共和国ズノイモ出身。イェトサーム・ジム・ブルノ所属。元UFC世界ライトヘビー級王者。UFC世界ライトヘビー級ランキング2位。チェコ人史上初のUFC世界王者。元RIZINライトヘビー級王者。

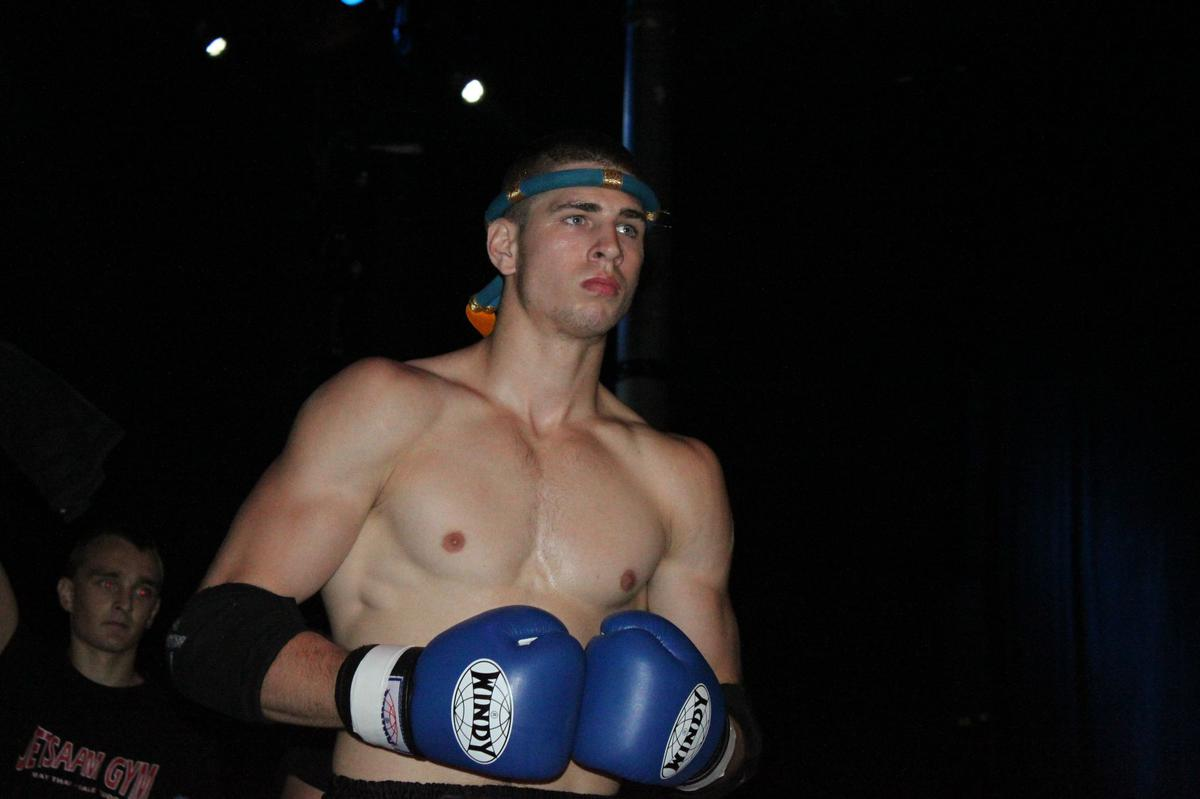
ムエタイのチェコ国内選手権に出場するプロハースカ（2011年）

## 来歴
プロハースカが6歳の時に父親が亡くなる。格闘技を始める前は、フリースタイルBMXや地元のアマチュアチームのサッカーとフロアボールの選手だった。10代の頃は喧嘩に明け暮れ、プロサッカーチーム（FC Zbrojovka Brno）のフーリガンに加入していたこともあった。高校入学前に、友達からミルコ・クロコップやエメリヤーエンコ・ヒョードル、ラモン・デッカーの試合のビデオを見せられ総合格闘技に出会い、映画「ネバー・バックダウン」を観たことをきっかけに、格闘技を始め、特にムエタイに打ち込んだ。
2012年にチェコでプロ総合格闘技デビュー。2013年、GCFライトヘビー級王座を獲得した。

### RIZIN
2015年12月29日、RIZINの旗揚げ大会RIZIN FIGHTING WORLD GRAND-PRIX 2015 さいたま3DAYSで行われたヘビー級トーナメントの1回戦で石井慧と対戦し、グラウンドでの膝蹴りでKO勝ち。
2015年12月31日、RIZIN FIGHTING WORLD GRAND-PRIX 2015 さいたま3DAYSで行われたヘビー級トーナメントの準決勝でワジム・ネムコフと対戦。互角の展開だったが1R終了時にネムコフの棄権によりTKO勝ち。
同日、トーナメント決勝でキング・モーと対戦し、前に出たところに右フックを受けて前のめりに失神し1RKO負け。トーナメント準優勝となった。
2016年4月17日、RIZIN.1で藤田和之と対戦し、右フックでKO勝ち。
2016年9月25日、RIZIN FIGHTING WORLD GRAND-PRIX 2016 無差別級トーナメント 開幕戦で行われた無差別級トーナメントの1回戦でマーク・タニオスと対戦し、判定勝ち。
2016年10月、RIZIN FIGHTING WORLD GRAND-PRIX 2016 無差別級トーナメント 2nd ROUNDの無差別級トーナメント2回戦で把瑠都との対戦が決定していたが、練習中に左脚前十字靭帯を断裂する大怪我を負い手術を受けたためトーナメントから離脱。復帰まで約1年かかることとなった。
2017年12月29日、RIZIN FIGHTING WORLD GRAND-PRIX 2017 2nd ROUNDでカール・アルブレックソンと対戦し、1R終了間際にパンチ連打でTKO勝ち。
2018年7月29日、RIZIN.11で後のPFLヘビー級王者ブルーノ・カッペローザと対戦し、パンチでぐらつくも直後に2度ダウンを奪い、パウンドで1RTKO勝ち。
2018年12月31日、RIZIN.14で元Bellator世界ミドル級王者のブランドン・ホールジーと対戦し、パウンドでTKO勝ち。

#### RIZIN王座獲得
2019年4月21日、RIZIN.15で行われた初代RIZINライトヘビー級王座決定戦でキング・モーと再戦し、右アッパーからのパンチ連打で3RTKO勝ち。3年5か月前のリベンジを果たすと共に、王座獲得に成功した。
2019年10月12日、RIZIN.19でファビオ・マルドナドと対戦し、パウンドでTKO勝ち。
2019年12月31日、RIZIN.20のRIZINライトヘビー級タイトルマッチで、UFCで通算11勝を挙げている挑戦者のCB・ダラウェイと対戦し、右アッパーからの左フックで失神させKO勝ち。王座の初防衛に成功した。
2020年1月16日、RIZINライトヘビー級王座を返上し、UFCと契約する事が発表された。榊原信行CEOは自身のTwitterで「我々は彼の意思を尊重し、快く送り出します。今後も変わらずイリー選手への応援を宜しくお願いします。」とコメントし、プロハースカの新たな挑戦を後押しした。

### UFC
2020年7月11日、UFC初出場となったUFC 251でライトヘビー級ランキング7位のヴォルカン・オーズデミアと対戦し、2R序盤に右フックでKO勝ち。パフォーマンス・オブ・ザ・ナイトを受賞した。
2021年5月1日、UFC on ESPN: Reyes vs. Procházkaでライトヘビー級ランキング3位のドミニク・レイエスと対戦し、左スピニングバックエルボーで2RKO勝ち。ファイト・オブ・ザ・ナイトとパフォーマンス・オブ・ザ・ナイトを同時受賞した。

#### UFC世界王座獲得
2022年6月12日、UFC 275のUFC世界ライトヘビー級タイトルマッチで王者グローバー・テイシェイラに挑戦。攻守が激しく入れ替わる一進一退の死闘を繰り広げ、試合全体を通してやや劣勢に立たされるも、試合終了直前にリアネイキドチョークで逆転の5R一本勝ち。チェコ人史上初となるUFC王座獲得に成功し、ファイト・オブ・ザ・ナイトを受賞した。

#### UFC世界王座返上
2022年12月10日のUFC 282で行われるUFC世界ライトヘビー級タイトルマッチでライトヘビー級ランキング1位の挑戦者グローバー・テイシェイラと再戦予定であったが、11月23日、プロハースカがレスリングのトレーニング中に右肩に大怪我を負ったため試合が中止になった。その後、プロハースカは他の選手達を尊重し、王者の長期離脱でライトヘビー級戦線を停滞させたくないという理由で自ら王座を返上した。
2023年11月11日、1年5カ月ぶりの復帰戦となったUFC 295のUFC世界ライトヘビー級王座決定戦で、ライトヘビー級ランキング3位の元UFC世界ミドル級王者アレックス・ペレイラと対戦。2Rに前進した際にカウンターの左ショートフックでダウンを奪われ、苦し紛れのタックルを仕掛けたところに側頭部への肘打ち連打でKO負け。王座返り咲きに失敗した。試合後、解説者のジョー・ローガンとダニエル・コーミエを始めレフェリーのストップが早かったとする意見が多数挙がり、プロハースカは当初「レフェリーの判断は正しかったと思う」と語っていたが、後のインタビューでは「あの状況から逆転することはできた。レフェリーのストップは早かったが、直ぐに不平を言うことは避けたかったんだ」と語っている。
2024年4月13日、UFC 300でライトヘビー級ランキング5位のアレクサンダル・ラキッチと対戦し、再三にわたりカーフキックを効かされるものの、パウンドで2RTKO勝ち。パフォーマンス・オブ・ザ・ナイトを受賞した。
2024年6月22日、UFC 303のライトヘビー級タイトルマッチで王者アレックス・ペレイラと再戦し、1R終了時に左フックでダウンを奪われると、2R開始時に左ハイキックで再びダウンを奪われパウンドで2RTKO負け。またも王座返り咲きに失敗した。当初、同大会のメインイベントはコナー・マクレガーとマイケル・チャンドラーの対戦が予定されていたが、6月13日にマクレガーが左足の小指を骨折し欠場したため、代役で急遽ペレイラとプロハースカの再戦がメインイベントで組まれた。
2025年1月18日、UFC 311でライトヘビー級ランキング3位の元UFC世界ライトヘビー級王者ジャマール・ヒルと対戦。前戦よりディフェンスを大きく改善し、1Rはヘッドムーブで翻弄し変則的なタイミングの左クロスでダウンを奪い、2Rはお互いに偶然のアイポークがありながらも続行し、動きを修正してきたヒルの打撃や首相撲にやや押される展開となる。3Rに膝でボディを効かされながらも、ヒルの大振りになった右フックにカウンターの左クロスを合わせ、追撃の右フックで顎を打ち抜いてダウンを奪いパウンドで3RTKO勝ち。終始イリーコールが鳴り響きながらの激闘となりパフォーマンス・オブ・ザ・ナイトを受賞、直後のマイクでアレックス・ペレイラとの3戦目を要求し、ペレイラの反応は好印象だった。

## 人物・エピソード
- 人生が変わった本と語る「五輪書」は常に持ち歩くほどの愛読書で、自身で宮本武蔵の思想や哲学を学ぶと共に武士道を追求している[21][22]。
- 大阪府で開催されたRIZIN.19の試合後に、京都市まで足を延ばし、宮本武蔵が吉岡伝七郎と決闘を行った場所とされている三十三間堂を訪れて祈祷を受けている[21]。
- 人里離れた森の中にコテージを建て暮らしており、コテージには電気は通っているが、ガスも水道も通っておらず、水を毎日井戸から汲んできて生活している[21][22]。
- UFCと契約して以降、米国アンチドーピング機関（USADA）により抜き打ちを含めたドーピング検査を受けており、2020年は5回、2021年は11回のドーピング検査を受けたが、UFC世界王座を獲得した2022年には64回と検査回数が急激に増え（2位のパウロ・コスタで22回）、コンサートに行った際にもコンサート会場に検査員が現れて尿と血液を採取される非常に厳しいものだった[23]。

## 戦績
| 総合格闘技 戦績 | 総合格闘技 戦績 | 総合格闘技 戦績 | 総合格闘技 戦績 | 総合格闘技 戦績 | 総合格闘技 戦績 | 総合格闘技 戦績 |
| --------------- | --------------- | --------------- | --------------- | --------------- | --------------- | --------------- |
| 37 試合         | (T)KO           | 一本            | 判定            | その他          | 引き分け        | 無効試合        |
| 31 勝           | 27              | 3               | 1               | 0               | 1               | 0               |
| 5 敗            | 4               | 1               | 0               | 0               | 1               | 0               |

| 勝敗 | 対戦相手                       | 試合結果                                     | 大会名                                                                                               | 開催年月日     |
|      | カリル・ラウントリー・ジュニア | 試合前                                       | UFC 320: Ankaraev vs. Pereira 2                                                                      | 2025年10月4日  |
| ○    | ジャマール・ヒル               | 3R 3:01 TKO（右フック→パウンド）             | UFC 311: Makhachev vs. Tsarukyan 2                                                                   | 2025年1月18日  |
| ×    | アレックス・ペレイラ           | 2R 0:13 TKO（左ハイキック→パウンド）         | UFC 303: Pereira vs. Procházka 2 【UFC世界ライトヘビー級タイトルマッチ】                             | 2024年6月29日  |
| ○    | アレクサンダル・ラキッチ       | 2R 3:17 TKO（パウンド）                      | UFC 300: Pereira vs. Hill                                                                            | 2024年4月13日  |
| ×    | アレックス・ペレイラ           | 2R 4:08 KO（左フック→肘打ち連打）            | UFC 295: Procházka vs. Pereira 【UFC世界ライトヘビー級王座決定戦】                                   | 2023年11月11日 |
| ○    | グローバー・テイシェイラ       | 5R 4:32 リアネイキドチョーク                 | UFC 275: Teixeira vs. Procházka 【UFC世界ライトヘビー級タイトルマッチ】                              | 2022年6月12日  |
| ○    | ドミニク・レイエス             | 2R 4:29 KO（左スピニングバックエルボー）     | UFC on ESPN 23: Reyes vs. Procházka                                                                  | 2021年5月1日   |
| ○    | ヴォルカン・オーズデミア       | 2R 0:49 KO（右フック）                       | UFC 251: Usman vs. Masvidal                                                                          | 2020年7月11日  |
| ○    | CB・ダラウェイ                 | 1R 1:55 TKO（右アッパー→左フック）           | RIZIN.20 【RIZINライトヘビー級タイトルマッチ】                                                       | 2019年12月31日 |
| ○    | ファビオ・マルドナド           | 1R 1:49 TKO（スタンドパンチ連打→パウンド）   | RIZIN.19                                                                                             | 2019年10月12日 |
| ○    | キング・モー                   | 3R 3:02 TKO（右アッパー→スタンドパンチ連打） | RIZIN.15 【RIZINライトヘビー級王座決定戦】                                                           | 2019年4月21日  |
| ○    | ブランドン・ホールジー         | 1R 6:30 TKO（パウンド）                      | RIZIN.14                                                                                             | 2018年12月31日 |
| ○    | ジェイク・ヒューン             | 1R 4:29 TKO（スタンドパンチ連打）            | RIZIN.13                                                                                             | 2018年9月30日  |
| ○    | ブルーノ・カッペローザ         | 1R 1:23 KO（スタンドパンチ連打→パウンド）    | RIZIN.11                                                                                             | 2018年7月29日  |
| ○    | カール・アルブレックソン       | 1R 9:57 TKO（スタンドパンチ連打）            | RIZIN FIGHTING WORLD GRAND-PRIX 2017 2nd ROUND                                                       | 2017年12月29日 |
| ○    | ウィリアン・ロベルト・アウベス | 1R 3:41 TKO（スタンドパンチ連打）            | Fusion FN 16: Cage Fight                                                                             | 2017年9月29日  |
| ○    | マーク・タニオス               | 5分2R終了 判定3-0                            | RIZIN FIGHTING WORLD GRAND-PRIX 2016 無差別級トーナメント 開幕戦 【RIZIN無差別級トーナメント 1回戦】 | 2016年9月25日  |
| ○    | 藤田和之                       | 1R 3:18 KO（右フック）                       | RIZIN.1                                                                                              | 2016年4月17日  |
| ×    | キング・モー                   | 1R 5:09 KO（右フック）                       | RIZIN FIGHTING WORLD GRAND-PRIX 2015 IZAの舞 【RIZINヘビー級トーナメント 決勝】                      | 2015年12月31日 |
| ○    | ワジム・ネムコフ               | 1R終了時 TKO（棄権）                         | RIZIN FIGHTING WORLD GRAND-PRIX 2015 IZAの舞 【RIZINヘビー級トーナメント 準決勝】                    | 2015年12月31日 |
| ○    | 石井慧                         | 1R 1:36 KO（右フック→グラウンドの膝蹴り）    | RIZIN FIGHTING WORLD GRAND-PRIX 2015 SARABAの宴 【RIZINヘビー級トーナメント 1回戦】                  | 2015年12月29日 |
| ○    | エフゲニー・コンドラトフ       | 1R 4:23 KO（右フック）                       | ProFC 59: Battle of Kursk 3                                                                          | 2015年11月21日 |
| ○    | ミハウ・フィヤルカ             | 1R終了時 TKO（コーナーストップ）             | GCF 31: Cage Fight 6                                                                                 | 2015年5月22日  |
| ○    | ロカス・スタンブラウスカス     | 1R終了時 TKO（コーナーストップ）             | GCF Challenge: Back in the Fight 4                                                                   | 2015年3月27日  |
| △    | ミハイル・モハナトキン         | 5分3R終了 判定ドロー                         | Fight Nights: Battle of Moscow 18                                                                    | 2014年12月20日 |
| ○    | ダルコ・ストシッチ             | 1R TKO（スタンドパンチ連打→パウンド）        | GCF Challenge: Cage Fight 5                                                                          | 2014年11月14日 |
| ○    | トマーシュ・ペンツ             | 1R 0:48 KO（飛び膝蹴り→パウンド）            | GCF 28: Cage Fight 4 【GCFライトヘビー級タイトルマッチ】                                             | 2014年6月6日   |
| ○    | ヴィクトール・ボゴツキー       | 1R 2:17 リアネイキッドチョーク               | GCF 27: Road to the Cage                                                                             | 2014年3月21日  |
| ○    | マルチン・ショルク             | 3R TKO（飛び膝蹴り）                         | GCF 26: Fight Night 【GCFライトヘビー級タイトルマッチ】                                              | 2013年12月7日  |
| ○    | オリバー・ドーリング           | 1R TKO（パンチ連打）                         | Rock the Cage 4                                                                                      | 2013年10月12日 |
| ×    | アブドゥル＝カリム・エディロフ | 1R 1:56 リアネイキッドチョーク               | Fight Nights: Battle of Moscow 12                                                                    | 2013年6月20日  |
| ○    | ラドヴァン・エストシン         | 1R 0:26 KO（飛び膝蹴り）                     | GCF 23: MMA Cage Fight 2                                                                             | 2013年5月10日  |
| ○    | ヨセフ・ジャーク               | 1R TKO（パンチ連打）                         | GCF 19: Back in the Fight 2                                                                          | 2013年2月15日  |
| ×    | ボヤン・ベリチコビッチ         | 1R TKO（パウンド）                           | Supreme Fighting Championship 1: Balkan Fighter Night                                                | 2012年12月9日  |
| ○    | ストラヒンヤ・デニッチ         | 1R 三角絞め                                  | Ring Fight Brno                                                                                      | 2012年11月15日 |
| ○    | マルチン・ヴァニシュ           | 1R 2:48 TKO（右フック→パウンド）             | GCF 17: Big Cage Ostrava 2                                                                           | 2012年10月20日 |
| ○    | ウラジミール・エイス           | 1R 1:02 KO（膝蹴り）                         | GCF 15: Justfight Challenger                                                                         | 2012年8月24日  |
| ○    | スタニスラフ・フテラ           | 1R 0:53 KO（パンチ）                         | GCF 10: Battle in the Cage                                                                           | 2012年4月7日   |

## 獲得タイトル
- GCFライトヘビー級王座（2013年）
- 初代RIZINライトヘビー級王座（2019年）
- 第17代UFC世界ライトヘビー級王座（2022年）

## 表彰
- UFC
  - UFC ファイト・オブ・ザ・ナイト（2回）
  - UFC パフォーマンス・オブ・ザ・ナイト（3回）
  - ファイト・オブ・ザ・イヤー（2022年/グローバー・テイシェイラ戦）
- ESPN ファイト・オブ・ザ・イヤー（2022年/グローバー・テイシェイラ戦）
- World MMA Awards ファイト・オブ・ザ・イヤー（2022年/グローバー・テイシェイラ戦）
- MMA Fighting ファイト・オブ・ザ・イヤー（2022年/グローバー・テイシェイラ戦）
- MMA Junkie ファイト・オブ・ザ・イヤー（2022年/グローバー・テイシェイラ戦）
- SHERDOG ファイト・オブ・ザ・イヤー（2022年/グローバー・テイシェイラ戦）